# خاروبدیس ۳۸۸
سیارک ۳۸۸ (به انگلیسی: 388 Charybdis، نامگذاری:1894BA) سیصد و هشتاد و هشتمین سیارک کشف شده‌است که در ۷ مارس ۱۸۹۴ و در نیس کشف شد.
قدر مطلق سیارک برابر ۸٫۵۷ است.